# Charles E. Osgood
Charles Egerton Osgood (Somerville, 20 novembre 1916 – Champaign, 15 settembre 1991) è stato uno psicologo statunitense e professore all'Università dell'Illinois. Era conosciuto per le sue ricerche sul comportamentismo contro il cognitivismo, la semantica (ha introdotto il termine "differenziale semantico"), il culturalismo trasversale, la teoria sulla psicolinguistica e le scienze per la pace. Gli si attribuisce il merito di aver contribuito allo sviluppo precoce della psicolinguistica. Charles Osgood è stato riconosciuto come psicologo illustre e ampiamente onorato nel corso della sua carriera.

## Biografia
Charles Egerton Osgood è nato a Somerville, Massachusetts, il 20 novembre 1916. Suo padre era direttore dei grandi magazzini Jordan Marsh a Boston.  Osgood ha affermato di aver avuto un'infanzia infelice perché i suoi genitori avevano divorziato quando aveva sei anni.  All'età di dieci anni, sua zia, Grace Osgood, gli regalò una copia del Thesaurus di Roget.  Questo dono è stato descritto da Osgood come un "oggetto di piacere estetico", suscitando il suo fascino per le parole e i loro significati.
Osgood ha frequentato la Brookline High School, dove ha iniziato a scrivere per il giornale della scuola, e alla fine ha fondato una rivista scolastica. Osgood ha frequentato il Dartmouth College in cui intendeva laurearsi e lavorare come scrittore per i giornali. Durante il suo secondo anno, si è iscritto a un corso tenuto da Theodore Karwoski, il quale lo ha ispirato a cambiare il suo corso di studi per conseguire la laurea in psicologia.
Charles Osgood si è laureato nel 1939 a Dartmouth e, nello stesso anno, ha sposato Cynthia Luella Thornton. Osgood ha poi proseguito i suoi studi alla Yale University dove ha conseguito il suo dottorato di ricerca nel 1945. Durante la sua permanenza a Yale, ha lavorato come assistente per Robert Sears e ha collaborato con artisti del calibro di Arnold Gesell, Walter Miles, Charles Morris e Irvin Child. Tuttavia, la persona che ha avuto la maggiore influenza sulla sua carriera e sul suo futuro lavoro è stato Clark Hull.  Nonostante Osgood sia stato fortemente influenzato lavorando al fianco di Hull, ha affermato che l'esperienza è stata una delle ragioni determinanti per intraprendere la carriera di ricercatore, piuttosto che di medico.

## Carriera
Osgood era uno psicologo sociale interessato alla psicolinguistica e alla ricerca. Ha lavorato come docente a Yale dal 1942 al 1946, dove aveva conseguito il dottorato. Ha lavorato per l'US Office of Scientific Research and Development dal 1946 al 1947, in qualità di ricercatore associato che si è occupato della formazione dei mitraglieri dei B-29. Durante questo periodo, Osgood ha lavorato inoltre come professore associato di psicologia presso l'Università del Connecticut dal 1946 al 1949.  Osgood è diventato poi docente presso l'Università del Connecticut dal 1949 al 1952, e infine docente di psicologia e comunicazione dal 1952 in poi. Ha completato la maggior parte del suo lavoro durante la sua permanenza presso l'Università dell'Illinois, Urbana, che, insieme all'Istituto di Comunicazioni, ha finanziato molti dei suoi lavori. Osgood si sottoponeva spesso ai suoi esperimenti per avere una migliore comprensione di ciò che i suoi soggetti avrebbero potuto sperimentare.  In Illinois, Osgood è stato attivo nell'aiutare i processi di assunzione e ha persino organizzato colloqui per le donne all'università durante i periodi in cui stavano affrontando il sessismo nel campo della psicologia.  Dal 1957 al 1965, Osgood è stato direttore dell'Istituto di Ricerca sulle comunicazioni e, a partire dal 1965, è diventato direttore del Centro di Studi Avanzati.  Dal 1963 al 1982 è stato inoltre eletto direttore del Centro di Psicolinguistica Comparativa dell'università.
Oltre a ciò, Osgood ha completato una borsa di studio presso il Center for Advanced Study in the Behavioral Sciences alla Stanford University dal 1958 al 1959; e ha ricevuto un dottorato ad honorem dal Dartmouth College nel 1962. Osgood ha inoltre lavorato come professore invitato allaUniversity of Hawaii dal 1964 al 1965.

## Morte e ricerche incompiute
La carriera di Charles Osgood è finita piuttosto bruscamente e prematuramente dopo aver sviluppato un grave caso della sindrome di Korsakoff. È stato lasciato con una grave amnesia anterograda, ma si è ripreso abbastanza bene da poter continuare a lavorare, anche se in quantità minore poiché era limitato a lavorare da casa.
Verso la fine della sua carriera, Osgood ha deciso di dedicare il suo tempo a tre progetti principali. Con l'aiuto di altri studiosi, Osgood voleva completare l'interpretazione dei dati ottenuti dal progetto interculturale; insieme alla pubblicazione di 2 libri, uno dei quali una sintesi sulla sua teoria della psicolinguistica (da intitolare Toward an Abstract Performance Grammar), e l'altro sugli affari internazionali. Osgood non è mai stato in grado di portare a termine nessuno di questi lavori a causa degli effetti della sua malattia, che, dopo alcuni anni, lo hanno costretto al completo pensionamento, fino alla sua morte, avvenuta il 15 settembre 1991.

## Opere e contributi
Osgood ha lavorato su molti studi, principalmente su quelli interculturali in diversi aspetti. Ha dedicato la maggior parte del suo tempo agli studi di psicologia sociale, psicologia cognitivo-comportamentale e anche di psicolinguistica. Era rinomato per quattro dei suoi lavori principali che hanno tracciato la strada ai futuri ricercatori, facilitandoli nella convalida dei loro lavori con strumenti di ricerca proposti da Osgood, promuovendo inoltre studi di ricerca internazionali su temi interculturali.

### Teoria della mediazione
La teoria della mediazione di Osgood riguarda i fondamenti dellapsicolinguistica nel comportamento umano e nel processo di comunicazione.
Osgood ha proposto la teoria della mediazione che suggeriva che gli stimoli fisici esistenti nel nostro ambiente hanno suscitato la nostra risposta interiore e hanno portato alla nostra interpretazione del significato di quegli stimoli presentati. Con il nostro processo di pensiero a tre livelli, avremo i nostri stimoli interni, ossia i nostri pensieri e le nostre emozioni verso lo stimolo fisico, mentre lo stimolo interno farà emergere le risposte esterne, che sono feedback visibili allo stimolo fisico nell'ambiente. Osgood ha inoltre suggerito che proiettando la risposta visibile verso l'esterno possiamo determinare l'intensità dell'emozione che è stata generata dallo stimolo fisico.
Nel 1954 Osgood ha inoltre proposto una teoria di apprendimento della meditazione in due fasi nel processo di acquisizione del linguaggio. La teoria suggeriva che l'uso del linguaggio è un'espressione del processo mentale che è correlato al contesto culturale di un individuo. Ha suggerito che il processo di acquisizione del linguaggio comporta la codifica e la decodifica della struttura psicologica all'interno del linguaggio. Le sue ricerche sul linguaggio, sullacognizione e sullaneurofisiologia hanno fornito indicazioni per gli studi successivi riguardanti l'acquisizione di un linguaggio multilingue con un quadro interculturale.

### Tecnica semantica: lo strumento di ricerca interculturale
Osgood ha introdotto una tecnica semantica per i ricercatori per misurare il significato connotativo di oggetti e concetti dal punto di vista dell'ecologia umana. La tecnica del differenziale semantico si è concentrata su tre dimensioni affettive, ossia quelle di Valutazione, Potenza e Attività (E-P-A) per valutare in maniera valida e affidabile concetti sociali e culturali correlati. La pratica della tecnica del differenziale semantico ad oggi è ampiamente utilizzata negli studi di scienze sociali e comportamentali.

### Sviluppo dell'Atlante dei significati affettivi (anni '60-'80)
Per migliorare ulteriormente la validità della tecnica del differenziale semantico, Osgood ha preso l'iniziativa di sviluppare il progetto dell'Atlante dei significati affettivi dagli anni Sessanta agli anni Ottanta. Il progetto descrive i significati affettivi con 20 misure di base e derivate di oltre 600 concetti funzionalmente equivalenti, analizzando oltre 30 comunità linguistiche/culturali provenienti da Messico, Brasile, Giappone, Hong Kong, Thailandia, India, Iran, Libano, Israele, Turchia, Grecia, Jugoslavia, Italia, Spagna, Portogallo, Francia, Germania, Paesi Bassi, Finlandia, ecc.
Con lo sviluppo dell'Atlante, i significati affettivi sono utilizzati come marcatori funzionali universali con la dimensione E-P-A e hanno un'elevata validità nella misurazione dei confronti indigeni e interculturali. Questi significati affettivi sono ampiamente applicati negli studi socio-culturali sulle dinamiche sociali, sulla comunicazione internazionale, sullo stigma delle malattie mentali, sulla connotazione di concetti razziali, ecc. L'Atlante ha contribuito allo sviluppo di ricerche interculturali, ma anche della comunicazione internazionale.

### Reciprocità graduale nelle strategie di riduzione della tensione (GRIT)
Con l'ascesa della corsa agli armamenti nucleari che è stata portata avanti dagli Stati Uniti e dall'Unione Sovietica durante la Guerra Fredda, Osgood propose le strategie GRIT (Graduated Reciprocation in Tension reduction) nel 1962, il che significa fornire un approccio psicologico per risolvere la tensione scaturita dalla corsa agli armamenti nucleari tra le due superpotenze. Le strategie GRIT si basano sul concetto di reciprocità e vengono utilizzate per ricostruire una piattaforma di negoziazione tra le due parti in una situazione di stallo. L'introduzione delle strategie GRIT non solo ha ridotto la tensione tra le due superpotenze, ma ha anche contribuito alla risoluzione di vari conflitti sociali, culturali e politici in tutto il mondo.

## Onori e riconoscimenti
Charles Osgood ha ottenuto molti riconoscimenti e onori nel campo della psicologia durante la sua prolifica carriera. Nel 1960, l'American Psychological Association ha conferito a Osgood il Premio per i suoi illustri contributi scientifici; tre anni dopo, Osgood è stato eletto presidente dell'American Psychological Association. Oltre a questo, la Society for the Psychological Study of Social Issues ha conferito a Charles E. Osgood il Kurt Lewin Memorial Award nel 1971.   L'anno successivo è stato eletto all'Accademia Nazionale delle Scienze e presidente della Peace Science Society nel 1976.  Osgood è stato anche il vincitore della Guggenheim Fellowship per due volte nel 1955 e nel 1972 nel campo della filosofia.